# Clara Cressingham
Clara Cressingham (* 6. Oktober 1863 in Brooklyn; † 1906) war eine der ersten Frauen, die in ein staatliches Parlament in den Vereinigten Staaten gewählt wurde. Sie war auch die erste Frau, die eine Führungsposition in einer staatlichen Legislative innehatte. Von 1895 bis 1896 gehörte sie als Republikanerin dem Repräsentantenhaus von Colorado an.

## Leben
Clara Cressingham wurde am 6. Oktober 1863 in Brooklyn, New York, als Tochter von Seth W. Howard geboren. Sie wuchs in Brooklyn auf, wo sie auch die öffentliche Schule besuchte. Sie heiratete 1883 William H. Cressingham und die Familie zog 1890 nach Denver, wo ihr Mann als Schriftsetzer arbeitete. Sie war als Schriftstellerin tätig und war Mutter von zwei Kindern, als sie in das Repräsentantenhaus von Colorado gewählt wurde. Cressingham starb 1906 an Herzrheumatismus im Alter von 42 Jahren.